# روغن مقدس مسح

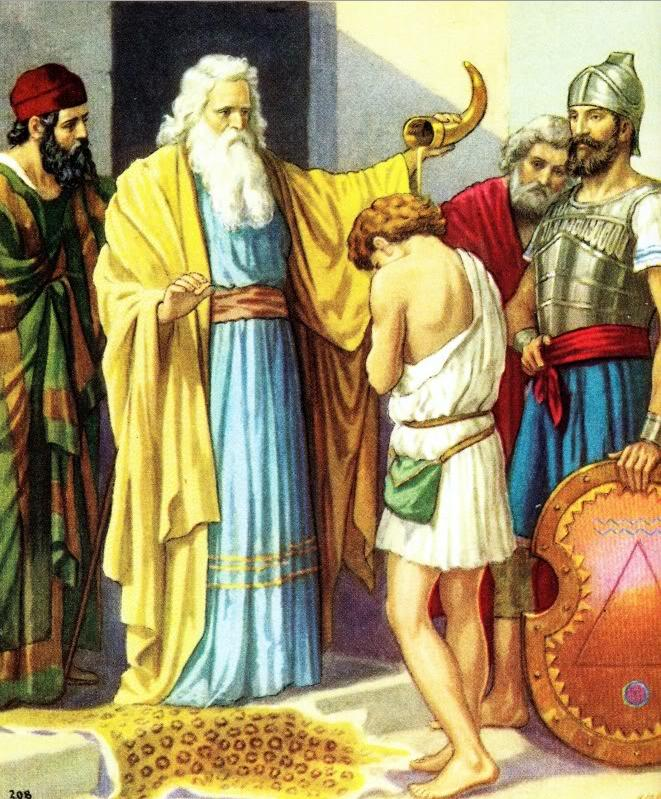
مسح شدن داوود نبی

روغن مقدس مسح ((به عبری: שמן המשחה); (به انگلیسی: Holy anointing oil)) یک قسمت مهم از کاهن بودن در معبد اول و دوم اورشلیم بود. مهمترین عملکرد مسح شدن توسط روغن مقدس وارد شدن به جمله افراد مقدس بود. در ابتدا این مسح شدن فقط در مورد کاهنین معبد اجرا می‌شد ولیکن بعداً به پیامبران و پادشاهان نیز اضافه شد. استفاده از این روغن بر روی سر خارجی‌ها یا افراد معمولی ممنوع بود و قوم اسراییل از درست کردن آن منع شده بودند. کلیساهای مسیحی هنوز هم کشیش‌های خود را مسح می‌کنند.

## در عهد عتیق
در کتاب خروج باب سی آیه بیست و دو تا بیست و پنج: در مورد روغن مسح صحبت شده است و مواد اولیه آن به شرح زیر بیان شده است:
- صمغ مرّ (מר דרור) ۶ کیلوگرم
- دارچین شیرین (קינמון בשם) ۳ کیلوگرم
- کانه بوسم (קְנֵה-בֹשֶׂם) ۳ کیلوگرم
- دارچین چینی (קדה) ۶ کیلوگرم
- روغن زیتون (שמן זית) ۴ لیتر

کسی به وسیله این روغن مسح شده باشد مسیح نامیده می‌شود. این فرد ممکن است که یک پادشاه، یک روحانی یا یک پیامبر باشد. در بعضی روایتهای مسیحی و اسلامی اشاره شده است که عیسی مسیح به صورت طبیعی دارای موهایی بود که به نظر مسح شده میامدند.